# 両角三郎
両角 三郎（もろずみ さぶろう、慶應3年11月2日（1867年11月27日） - 昭和26年（1951年）6月28日）は、日本の陸軍軍人。最終階級は陸軍中将。正四位勳二等功五級。

## 略歴
父は会津藩士で禄100石を食み、祐筆を務めた両角衛門。陸軍教導団を経て陸軍士官学校を卒業（1期）、ちなみに 1890年（明治23年）7月29日の官報によると、陸軍士官学校第1期を歩兵科45番/103名で卒業している。日清戦争、日露戦争に従軍し、歩兵第60連隊長、近衛歩兵第4連隊長を経て、1916年（大正5年）8月少将へ昇進し、台湾第二守備隊司令官、歩兵第18旅団長を歴任した。1921年（大正10年）6月中将へ昇進と同時に待命となり、同年10月予備役編入となる。その後は、日本徴兵保険顧問を務めたほか、在郷軍人会審議委員を務めている。なお両角は旧会津藩所縁の高等武官で組織された稚松会の最後の会長であった。
1947年（昭和22年）11月28日、公職追放仮指定を受けた。

## 栄典
位階
- 1892年（明治25年）2月3日 - 正八位[5]
- 1897年（明治30年）12月15日 - 正七位[6]
- 1903年（明治36年）3月20日 - 従六位[7]
- 1907年（明治40年）12月27日 - 正六位[8]
- 1912年（明治45年）4月10日 - 従五位[9]
- 1916年（大正5年）9月11日 - 正五位[10]
- 1921年（大正10年）6月28日 - 従四位[11]

勲章等
- 1895年（明治28年）12月20日 - 勲六等瑞宝章・功五級金鵄勲章[12]
- 1903年（明治36年）5月16日 - 勲五等瑞宝章[13]
- 1906年（明治39年）4月1日 - 勲四等旭日小綬章・明治三十七八年従軍記章[14]
- 1911年（明治44年）5月26日 - 勲三等瑞宝章[15]
- 1920年（大正9年）6月25日 - 勲二等瑞宝章[16]

## 親族
- 長男 昌清（理学博士、東京大学[17]）
- 次男 昌雄
- 義兄 下平英太郎（海軍少将・稚松会副会長）
- 女婿 飯倉貞造（海軍少将・海兵37期）
- 女婿 小原直良（陸軍将校）